# Antônio Dias
Antônio Dias là một đô thị thuộc bang Minas Gerais, Brasil. Đô thị này có diện tích 877,844 km², dân số năm 2007 là 9435 người, mật độ 11,7 người/km².